# Eudorella pacifica
Eudorella pacifica is een zeekommasoort uit de familie van de Leuconidae. De wetenschappelijke naam van de soort is voor het eerst geldig gepubliceerd in 1930 door Hart.